# Британский железнодорожный класс 483
Британский железнодорожный класс 483 (англ. British Rail Class 483) — электропоезда мотор-вагонной тяги изначально построенные в 1938 году специально для подземных участков лондонского метро. В 1988 году составы, первоначально построенные для Компании подземных электрических железных дорог Лондона, были отставлены от работы. На протяжении 1989—1992 годов поезда были капитально отремонтированы предприятием по производству и ремонту локомотивов Eastleigh Works, для использования на электрифицированной при помощи контактного рельса, постоянным током напряжением 630 вольт Островной линии острова Уайт. В свою очередь составы, отслужившие около 50 лет в сети лондонского метрополитена, заменили ещё более старые, построенные в 1923 году и списанные составы Лондонского метрополитена серии Standart, именуемые на Островной линии Британский железнодорожный класс 485 и 486. На момент покупки Британские электропоезда класса 485 и 486 отработали уже более 40 лет в Лондонском метрополитене. Тем не менее их приобретение в 1967 году для пассажирской работы на вновь электрифицированной линии, соединяющей город Райд с городом Шанклин, где они проработали ещё в течение четверти века, позволило отозвать последние паровозы с Островной линии.
На момент окончательной отставки от работы и полного выведения из эксплуатации 3 января 2021 года электропоездам Британского железнодорожного класса 483 исполнилось 83 года. Это были самые старые пассажирские поезда в Великобритании, которые в то время обслуживали регулярные пассажирские перевозки. После вывода из эксплуатации метровагонов класса 483 с 4 января 2021 года линия была закрыта на неопределённый срок для проведения модернизации и замены подвижного состава на электропоезда класса 484. Из шести двухвагонных единиц, обслуживавших Островную линию на момент вывода из эксплуатации, четыре были решено сохранить для истории.